# Скальбмеж (гмина)
Скальбмеж (пол. Skalbmierz) — городско-сельская гмина (волость) в Польше, входит как административная единица в Казимежский повет, Свентокшиское воеводство. Население — 6957 человек (на 2004 год).

## Демография
| Перепись                       | Всего   | Всего | Женщины | Женщины | Мужчины | Мужчины |
| ------------------------------ | ------- | ----- | ------- | ------- | ------- | ------- |
| Единицы                        | человек | %     | человек | %       | человек | %       |
| Население                      | 6957    | 100   | 3481    | 50      | 3476    | 50      |
| Плотность населения (чел./км²) | 80,7    | 80,7  | 40,4    | 40,4    | 40,3    | 40,3    |

## Соседние гмины
1. Гмина Чарноцин
2. Гмина Дзялошице
3. Гмина Казимежа-Велька
4. Гмина Палечница
5. Гмина Рацлавице